# Carlos Manuel Echandi Lahmann
Carlos Manuel Echandi Lahmann (San José, 20 de octubre de 1900 - 23 de agosto de 1938) fue un cirujano costarricense, cuando tenía la edad de 38 años. Era hijo de José Antonio Echandi González y Margarita Lahmann Carazo. Se casó con Julieta Brenes Hine y fueron los padres de las gemelas Hilda y Olga, que falleció niña y de Carlos Manuel y María Elena, todos Echandi Brenes.

## Estudios
Se graduó de médico en la Universidad Yale, New Haven, Connecticut, Estados Unidos, en el año 1925 y en ese mismo año se incorporó a la Facultad de Medicina de Costa Rica.

## Carrera profesional
Ingresó al Hospital San Juan de Dios como médico interno en 1926 y a finales de 1927 fue nombrado como médico asistente del doctor Moreno Cañas en el Servicio de Cirugía y Ortopedia. El 25 de agosto de 1936 lo nombraron como Jefe de la Clínica de Servicio de Cirugía General «Doctor Carlos Durán». Como asistente del doctor Moreno Cañas, participó en las cirugías que se le practicaron a Beltrán Cortés Carvajal en el brazo, con el objeto de reparar una lesión anterior. Las operaciones no tuvieron el éxito esperado y el paciente los culpó a él y a Moreno Cañas de haber usado como «conejillo de Indias» en un experimento.

## El asesinato

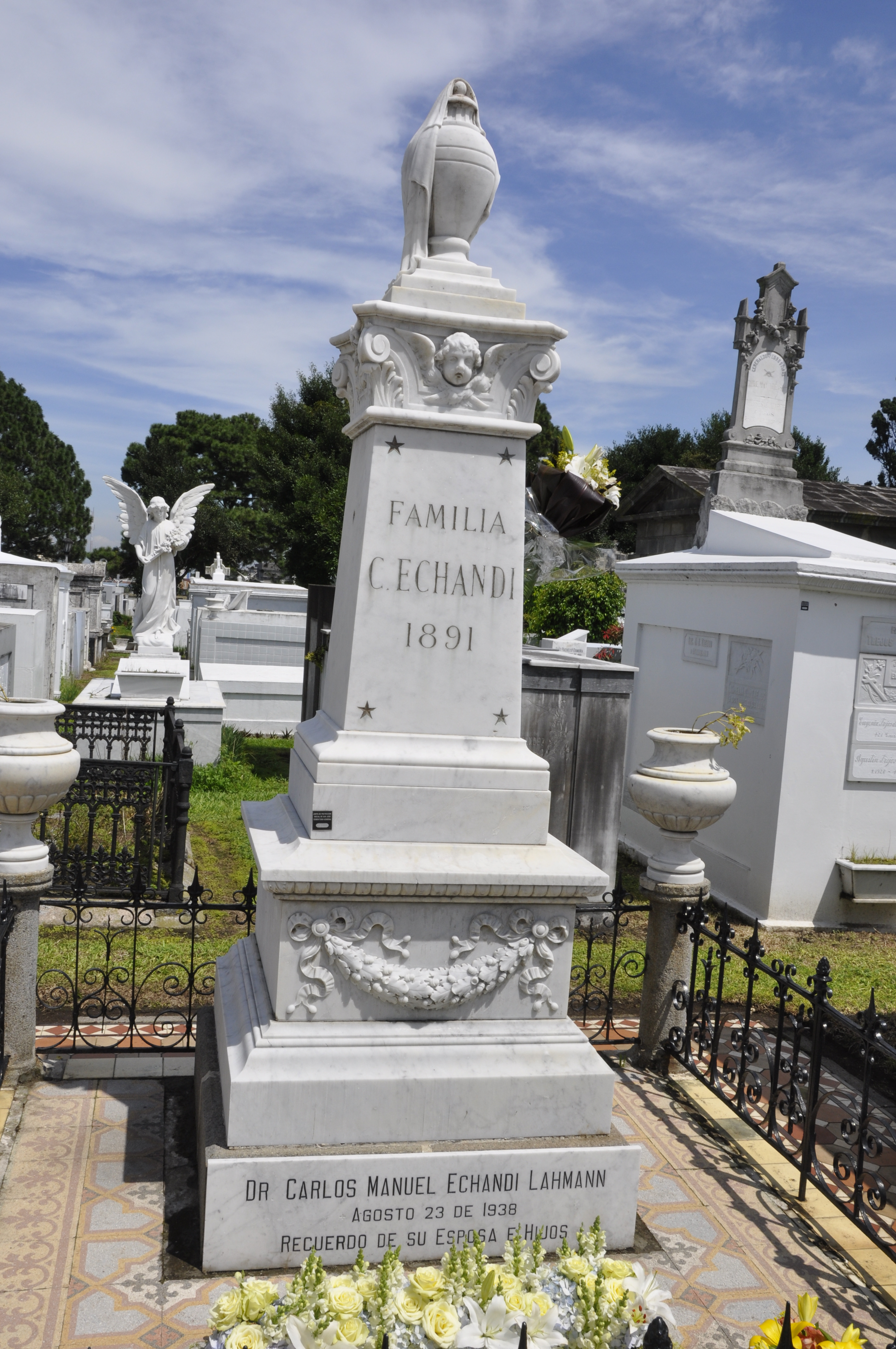
Tumba del dr. Carlos Manuel Echandi L. en el Cementerio General de San José.

La noche del  23 de agosto de 1938, Beltrán Cortés fue a la casa de Moreno Cañas y le disparó tres veces. Posteriormente, salió del lugar y se dirigió a la casa del doctor Echandi Lahmann, llamó a la puerta y le pidió al criado que llamara al médico. Al salir este, le disparó dos veces, un tiro falló y dio en la puerta, el segundo entró por el pecho y perforó la arteria pulmonar, cayendo muerto en el jardín.
Al día siguiente fueron los funerales de ambos médicos en la Catedral Metropolitana de San José, en una solemne ceremonia que congregó a representantes de los poderes de la República, a las altas esferas de la sociedad, pero especialmente al pueblo.
Fue diputado del Congreso en el período 1932 a 1936.